# Henry Leland
Henry Martin Leland (ur. 16 lutego 1843 w Barton w Vermont - 26 marca 1932 w Detroit) – amerykański inżynier, wynalazca i przedsiębiorca, założyciel firm motoryzacyjnych Cadillac i Lincoln.
Z wykształcenia był inżynierem-mechanikiem. W 1902 roku założył produkujące samochody przedsiębiorstwo Cadillac, które dość szybko zostało włączone do koncernu General Motors. Po wybuchu I wojny światowej, na tle konfliktu z szefem GM o wsparcie przemysłu lotniczego, Leland opuścił firmę Cadillac. Założona przez niego nowa firma, Lincoln Motor Company zajęła się produkcją silników lotniczych dla samolotów Liberty. Po zakończeniu wojny Lincoln zaczęło produkować także samochody, zajmując się konkurencją z Cadillakiem w segmencie luksusowym. Lincoln został następnie przejęty przez Ford Motor Company.